# Kuummiut
Kuummiut, Kuummiit (pol. ludzie rzeki) – osada na wschodnim wybrzeżu Grenlandii, w gminie Sermersooq. Jest położona  60 km na północny wschód od Tasiilaq. W roku 1915 powstała tu stacja misyjna. Z Kuummiut pochodził żyjący na przełomie XIX i XX wieku artysta Kârale Andreassen.

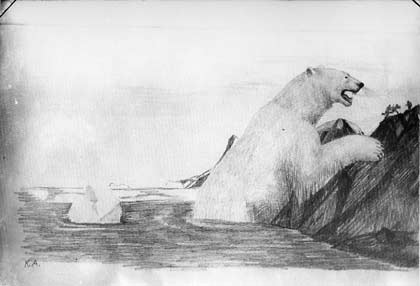
Obraz Karalego Andreassena z Kuummiut

## Populacja
Populacja osady ma tendencję spadkową. W roku 1990 mieszkało w niej 458 osób. W 2010 liczba mieszkańców zmalała do 361. Według stanu na dzień 1 stycznia 2015 Kuummiut liczyło 309 mieszkańców.